# Ida Marie Šumová
Ida Marie Šumová, rozená Sudická (14. března 1914 Ždánice – 14. dubna 1992 Teplá) byla česká účastnice zahraničního odboje za 2. světové války a příslušnice Ženských pomocných leteckých sborů v pozici pomocné meteoroložky.

## Život
Pocházela z rolnické rodiny. Po maturitě na reálném gymnáziu v Kyjově pokračovala ve studiu na Právnické fakultě Univerzity Karlovy v Praze, ale po třech letech školu přerušila a odjela do Británie, aby se zlepšila v angličtině. Zde ji zastihla válka a vrátit domů se nemohla, proto začala pomáhat jiným Čechoslovákům s odchodem z okupované domoviny. Prošla ošetřovatelským kurzem a po něm pracovala ve válečné nemocnici ve městě Walton-on-Thames.
V lednu 1943 nastoupila k Ženským pomocným leteckým sborům, které poskytovaly podporu Královskému letectvu. Základní vojenský výcvik získala na základně Maurcamb a dále meteorologický kurz. Jako asistentka meteorologa byla přiřazena k 311. československé bombardovací peruti, kde jako palubní mechanik působil Josef Šuma. S ním se poznala při službě ve Skotsku a v únoru 1944 se za něj provdala. Téhož roku otěhotněla, a proto byla ještě během války demobilizována. Rodina žila ve Skotsku.
Po válce se s manželem, s nímž měla celkem pět dětí, vrátila do Československa. Zde je ovšem čekala perzekuce pro jejich dřívější působení v zahraničí. Krátce žili ve Vilémově, pak se usadili v Benešově nad Ploučnicí. Ida Marie Šumová pracovala ve školství, ale kvůli svému dřívějšímu působení v Británii a také náboženskému přesvědčení, které se neslučovalo s tehdejším komunistickým režimem, byla v 60. letech propuštěna, podobný osud přitom stihl i jejího manžela. Následně pracovala jako úřednice.
Po sametové revoluci byla rehabilitována a zároveň povýšena do hodnosti major ve výslužbě.